# تسویه حساب با روح (فیلم)
تسویه حساب با روح (به انگلیسی: Pay the Ghost) فیلمی است محصول سال ۲۰۱۵ و به کارگردانی اولی ادل است. در این فیلم بازیگرانی همچون نیکلاس کیج، سارا وین کالیز، ورونیکا فرس و لیریک بنت ایفای نقش کرده‌اند.